# Don
 For alternative betydninger, se Don (flertydig). (Se også artikler, som begynder med Don)
Don (russisk: Дон, tr. Don) er en flod i Rusland. Det er Europas fjerdelængste flod – 1980 km lang.
Den udspringer ved byen Tula syd for Moskva og munder ud i Azovske hav nord for Sortehavet. Floden er forbundet med Volga via en kanal, og både på floden og kanalen er der livlig skibstrafik. Den vigtigste biflod er Donets.

## Etymologi
Det gamle græske navn for floden er Tanaïs (græsk: Τάναϊς), der også navnet på en antik græsk koloni, Tanais, ved floden. De oprindelige skytiske og sarmatiske nomadefolk talte forskellige iranske sprog, og det var dem der gav floden det nuværende navn Don. 
Don blev igennem antikken og middelalderen betragtet som grænsen mellem Asien og Europa. I dag anses Uralbjergene for at være grænsen.

### Norrønt
Norrøne navne for Don var Tanaís, Tanakvisl og Vanakvisl.

Snorri Sturluson skriver i Ynglingesaga: "Or norðri frá fjöllum þeim, er fyrir utan eru bygð alla, fellr á um Svíþjóð, sú er at réttu heitir Tanais; hon var forðum kölluð Tanakvísl eller Vanakvísl". dansk: ~ Nord for bjergene, udenfor det beboede område, gennemløbes Svíþjóð af en flod, som retteligt hedder Tanais. Den kaldtes tidligere Tanakvísl eller Vanakvísl.

## Trivia
I moderne litteratur figurerer Don ofte i værker af den sovjetiske forfatter Mikhail Sjolokhov, en af hans kendteste romaner Stille flyder Don indledes med en beskrivelse af kosakkernes liv ved Don i det tidlige 1900-tal, lige før Første Verdenskrig og følger kampen mellem Den Røde Hær og Den Hvide Hær.
Don blev nævnt i udkastet til Ukraines nationalsang "Ukraine er ikke forsvundet" (ukrainsk: Ще не вмерла Україна, tr. Sjtje ne vmerla Ukraina) med linjen Vi vil stå, brødre, i blodige slag, fra Syan til Don. Linjen er ikke med i den officielle udgave af nationalsangen.
I Rostov ved Don blev der i 2013 opstillet en skulptur af "Fader Don" på havnefronten. I folkloren kaldes Don "Fader Don" og Volga "Moder Volga".